# Ip (Sălaj)
Pour les articles homonymes, voir IP.
Ip (en hongrois Ipp) est une commune roumaine du județ de Sălaj, dans la région historique de Transylvanie et dans la région de développement du Nord-ouest.

## Géographie
La commune de Ip est située dans l'ouest du județ, dans la vallée de la rivière Barcău, à 16 km à l'ouest de Șimleu Silvaniei et à 45 km à l'ouest de Zalău, le chef-lieu du județ.
La municipalité est composée des cinq villages suivants (population en 2002) :
- Cosniciu de Jos (728) ;
- Cosniciu de Sus (385) ;
- Ip (1 669), siège de la commune ;
- Zăuan (1 053) ;
- Zăuan-Băi (111).

## Histoire
La première mention écrite de la commune date de 1208 sous le nom deVilla Ypu.
La commune, qui appartenait au royaume de Hongrie, faisait partie de la principauté de Transylvanie et elle en a donc suivi l'histoire.
Après le compromis de 1867 entre Autrichiens et Hongrois de l'empire d'Autriche, la principauté de Transylvanie disparaît et, en 1876, le royaume de Hongrie est partagé en comitats. intègre le comitat de Szilágy (Szilágymegye).
À la fin de la Première Guerre mondiale, l'Empire austro-hongrois disparaît et la commune rejoint la Grande Roumanie.
En 1940, à la suite du deuxième arbitrage de Vienne elle est annexée par la Hongrie et le 14 septembre 1940 a lieu le massacre de 158 civils roumains par l'armée hongroise. Elle est occupée par la Hongrie jusqu'en 1944. Elle réintègre la Roumanie après la Seconde Guerre mondiale.

## Politique
Le conseil municipal de Ip compte 13 sièges de conseillers municipaux. À l'issue des élections municipales de juin 2008, Ioan Boer (PSD) a été élu maire de la commune.
| Parti                                      | Nombre de conseillers |
| ------------------------------------------ | --------------------- |
| Union démocrate magyare de Roumanie (UDMR) | 7                     |
| Parti social-démocrate (PSD)               | 4                     |
| Parti démocrate-libéral (PD-L)             | 2                     |

## Religions
En 2002, la composition religieuse de la commune était la suivante :
- Réformés, 48,50 % ;
- Chrétiens orthodoxes, 39,38 % ;
- Baptistes, 4,40 % ;
- Catholiques romains, 4,02 % ;
- Grecs-Catholiques, 1,49 % ;
- Pentecôtistes, 0,81 % ;
- Adventistes du septième jour, 0,78 %.

## Démographie
En 1910, à l'époque austro-hongroise, la commune comptait 1 405 Roumains (37,80 %), 2 213 Hongrois (59,54 %) et 98 Slovaques (2,64 %).
En 1930, on dénombrait 1 592 Roumains (35,21 %), 2 116 Hongrois (46,80 %), 102 Juifs (2,26 %), 123 Tsiganes (2,72 %) et 585 Slovaques (12,94 %).
En 1956, après la Seconde Guerre mondiale, 1 874 Roumains (40,58 %) côtoyaient 2 589 Hongrois (56,06 %), 51 Tsiganes (11,0 %) et 98 Slovaques (2,12 %).
En 2002, la commune comptait 1 466 Roumains (37,15 %), 1 981 Hongrois (50,20 %), 111 Slovaques (2,81 %) et 383 Tsiganes (9,70 %). On comptait à cette date 1 635 ménages et 1 614 logements.
| 1850  | 1880  | 1900  | 1910  | 1920  | 1930  | 1941  | 1956  | 1966  |
| ----- | ----- | ----- | ----- | ----- | ----- | ----- | ----- | ----- |
| 2 611 | 2 658 | 3 265 | 3 717 | 3 801 | 4 521 | 4 188 | 4 618 | 4 956 |

| 1977  | 1992  | 2002  | 2007  | - | - | - | - | - |
| ----- | ----- | ----- | ----- | - | - | - | - | - |
| 4 590 | 4 122 | 3 946 | 3 847 | - | - | - | - | - |

## Économie
L'économie de la commune repose sur l'agriculture (céréales, vignes, légumes) et l'élevage. On exploite également une mine de lignite et des sources d'eau minérale dans le village de Zăuan-Băi.

## Communications

### Routes
Ip est située sur la route nationale DN19B Șimleu Silvaniei-Marghita-Săcueni. L'Autoroute de Transylvanie passera sur le territoire de la commune.

### Voies ferrées
La commune est desservie par la ligne de chemin de fer Jibou-Sărmășag-Săcueni.

## Lieux et monuments
- Ip, église réformée du XVIe siècle.

- Zăuan, église réformée de 1680.